# Marlène de Wouters
Marlène Laurence Nathalie Josette de Wouters d'Oplinter (Amsterdam, 18 februari 1963) is een Belgische televisiepersoonlijkheid, presentatrice, auteur en voormalig tennisspeler.

## Jeugd en personalia
Ze maakt deel uit van de familie de Wouters. Haar vader, Albéric ridder de Wouters d'Oplinter (1927–2016) was advocaat en voorzitter van een verzekeringsmaatschappij. Hoewel ze werd geboren in Amsterdam, bezit Marlène de Wouters de Belgische nationaliteit. Zij is gescheiden en heeft uit haar huwelijk drie kinderen.

## Tennisloopbaan
De Wouters werd in 1975 Nederlands jeugdkampioen tot 12 jaar. Op haar veertiende behaalde zij in Barcelona de Europese jeugdtitel in het dubbelspel en een finaleplaats in het enkelspel. Op haar vijftiende en op haar zestiende won zij twee keer de nationale kampioenschappen in de categorie tot en met 16 jaar. Het toernooi van De Hoop in Brussel won zij op haar zeventiende. Zij was de eerste Belgische tennisspeelster met een WTA-ranking. Zij reisde vier jaar lang alleen de wereld af op zoek naar WTA-punten. Haar hoogste ranking was 529 in het enkelspel in 1987, en 377 in het dubbelspel, ook in 1987. Daarna liet zij haar presentatiewerk primeren. Door haar ervaring als tennisspeelster mocht zij een aantal wedstrijden verslaan voor Sporza.

## Werkzaamheden
In 1989 presenteerde De Wouters, samen met Lynn Wesenbeek, het openingsgala van VTM en werd een van de twee leading lady's van de eerste commerciële zender in Vlaanderen. Voor haar presentatiewerk kreeg De Wouters vijf Gouden Ogen, de Belgische publieksprijs. Ze werd bekroond als Beste presentatrice en voor Beste talkshowhost. Zij presenteerde gedurende meer dan twintig jaar veel verschillende talkshows en discussieprogramma’s in Vlaanderen, vaak over maatschappelijke thema's zoals euthanasie, medische missers en echtscheidingen. Vanaf 2001 was zij ook nu en dan op de Nederlandse televisie te zien.
Na dertien jaar stapte De Wouters in 2002 op bij VTM, naar eigen zeggen vanwege jarenlang machtsmisbruik. Ze ging daarna voor RTL 4 werken, waar ze Trendies presenteerde. Later maakte ze de overstap naar VT4 en werd ze de leading lady van VIJFtv, waar ze verschillende talkshows presenteerde, onder meer het programma Marlène at Home op Actua-TV. Tijdens de tweede Nacht van de Vlaamse Televisie Sterren eind maart 2009 openden de Wouters en Wesenbeek de liveshow op VTM, zoals ze dat twintig jaar geleden deden op het openingsgala van VTM.
In 2007 was De Wouters opnieuw op VTM te zien als een van de deelnemers aan het programma Sterren op de Dansvloer. Haar danspartner was eerst Wim Gevaert en nadat hij afhaakte Arend Vandevelde. Ze kregen 24 uur om aan elkaar te wennen en eindigden in de wedstrijd als derde.
In 2008 verscheen Marlène de Wouters in een reeks tv-commercials van Garnier, die in 2009 ook in Nieuw-Zeeland en Zuid-Afrika werden uitgezonden.
In 2014 ging ze aan de slag bij de RTBF, waar ze Libre échange presenteerde, een programma uitgezonden vanuit het Europees Parlement.
Voor de VRT versloeg ze de huwelijken van prins William en Kate Middleton, prins Albert van Monaco en Charlene Wittstock, van prinses Victoria van Zweden en Daniel Westling en van prins Guillaume van Luxemburg en Stéphanie de Lannoy.
Naast haar televisiewerk is ze werkzaam als dagvoorzitter bij conferenties en debatten over allerhande thema’s en maatschappelijke onderwerpen. In de periode 2003–2014 presenteerde ze de kandidaten tijdens de Koningin Elisabethwedstrijd.

## Overzicht van de gepresenteerde programma's

### Programma's voor VTM van 1989 tot 2001
- Op zaterdag (praatprogramma met persoonlijke getuigenissen over actuele gebeurtenissen van de voorbije week)
- De Eeuwige strijd (wekelijks debatprogramma over actuele maatschappelijke onderwerpen)
- Marlène exclusief (reportageprogramma ten huize van nationale en internationale persoonlijkheden)
- Strikt vertrouwelijk (humoristische talkshow naar aanleiding van het tienjarig bestaan van VTM)
- Marlène (rechtstreeks discussieprogramma over actuele, maatschappelijke onderwerpen)
- Vakantiekriebels (zomermagazine)
- Vakantiekriebels Late Night (25 minuten durend gesprek met één gast)
- Sterren kijken (praatprogramma over astrologie)
- Eén uit duizend (programma waarin een kijker hun één uit duizend in de bloemetjes zet)
- De Sportshow (rechtstreeks praatprogramma rond sportactualiteit)
- Zondagmatinee (interviews en reportages)
- Levenslijnslotshow met Koen Wauters
- Gala tienjarig bestaan VTM
- Gala eenjarig bestaan VTM
- Openingsgala VTM

### Programma's voor RTL 4 van 2001 tot 2002
- Trendies (reportageprogramma)
- Beauty (interviewprogramma met mensen die uitblinken in hun vak)

### Programma's voor VT4 en VIJFtv sinds 2002
- Huis op Stelten (programma waarin kinderen het huis van hun ouders helemaal mogen restylen)
- Vijf op Vijf (dagelijkse talkshow)
- Vijf Laat (opvolger van Vijf op Vijf)
- Bal Royal (reportageprogramma rond Europese koninklijke families)
- Fit Naar School (programma waarin kinderen en hun ouders tips krijgen over gezond leven)

### Programma's voor Actua-TV
- Ontroerend Goed
- Portretten van Vlaamse en internationale opiniemakers
- Een boekenprogramma

## Publicaties
De Wouters d'Oplinter schreef de volgende boeken:
- Etiquette. De regels van het spel (uitgeverij Lannoo, 1999), geschreven samen met Patricia de Prelle en Robert A. Remy.
- Marlène Exclusief, Wat u niet te zien kreeg (uitgeverij Lannoo, 2000). Over haar ervaringen bij het maken van het gelijknamige programma, waarin ze groten der aarde interviewde.
- Ministers in alle staten, (uitgeverij Borgerhoff & Lamberigts, 2008) werd voorgesteld in de Kamer en ingeleid door toenmalig Kamervoorzitter, nadien premier en vervolgens voorzitter van de Europese Raad Herman Van Rompuy. In het boek interviewt ze vijf staatslieden: Willy Claes, Herman De Croo, Mark Eyskens, Jos Chabert en Mieke Vogels.